# Литвинова, Светлана Владимировна
Светлана Владимировна Литвинова (6 июня 1967, Казахская ССР, СССР) — российская футболистка, выступавшая на позиции полузащитник, Мастер спорта России по футболу.
С 1993 года выступала за ЦСК ВВС, проведя в ЧР 92 матча и забила 8 голов. В Кубке страны провела более 9 матчей и забила 3 гола.

## Достижения

### Командные
Чемпионат России по футболу среди женщин
- Чемпион России (3): 1993, 1994 и 1996
- Вице—чемпион России (2): 1995 и 1997

Кубок России по футболу среди женщин:
- Обладатель Кубка (1): 1994
- Финалист Кубка (2): 1995 и 1996

Международные турниры по футболу среди женщин:
- Победитель (2): Кубок Самары 1994[6][7] и Кубок чемпионов Содружества 1996 среди женских команд[8];
- бронзовый призёр Brazil Cup в составе сборной России[9].

### Личные
- по итогам сезонов входила в список «33 лучших футболистки страны» (3): 1994[10], 1995[11] и 1996[12];
- в составе сборной России участвовала в матче стадии ¼ финала (высшее достижение сборной России) Чемпионата Европы 1995 года.